# Yisrael Friedman
Yisrael Friedman (n. 8 noiembrie 1923, Buhuși, Neamț, România – d. 1 mai 2017) a fost un rabin român și profesor la Universitatea din Tel Aviv, respectiv la Universitatea Ben-Gurion.